# Neoscona achine
Neoscona achine là một loài nhện trong họ Araneidae.
Loài này thuộc chi Neoscona. Neoscona achine được Eugène Simon miêu tả năm 1906.